# Pemphis
Pemphis is een geslacht uit de kattenstaartfamilie (Lythraceae). Het geslacht telt een soort die voorkomt in Oost-Afrika tussen de landen Somalië en Mozambique, en verder in Zuid-Azië, Zuidoost-Azië en in het Pacifisch Gebied.

## Soorten
- Pemphis acidula J.R.Forst. & G.Forst.

Adenaria · 
Ammannia · 
Capuronia · 
Crenea · 
Cuphea · 
Decodon · 
Diplusodon · 
Duabanga · 
Galpinia · 
Ginoria · 
Haitia · 
Heimia · 
Hionanthera · 
Koehneria · 
Lafoensia · 
Lagerstroemia · 
Lourtella · 
Lythrum (Kattenstaart) · 
Nesaea · 
Pehria · 
Pemphis · 
Physocalymma · 
Pleurophora · 
Punica · 
Rotala · 
Socotria · 
Sonneratia · 
Tetrataxis · 
Trapa · 
Woodfordia